# Кембер-єретик
«Кембер-єретик» (англ. Camber the Heretic) — фентезійний роман американської письменниці Кетрін Курц, вперше надрукований 1981 року видавництвом Дель Рей Букс. Шостий опублікований роман Курц з серії Деріні, і третя книга в її другій трилогії Деріні «Легенди про Камбер з Кулді». Трилогія «Легенди» є приквелом до серії «Хроніки Деріні», яку Курц написала з 1970 по 1973 роки, і в ній докладно розповідається про події, що відбулися за два століття до трилогії «Хроніки». Наступною книгою з серії Деріні, яка буде опублікована, були «Історії короля Келсона», але внутрішня літературна хронологія трилогії «Легенди» продовжується в трилогії «Спадкоємці Святого Кембера».

## Представлення сюжету
Події роману розгортається в країні Гвінедд, одному з вигаданих Одинадцяти Королівств. Гвінед — це середньовічне королівство, схоже на Британські острови 9-го століття, з могутньою Святою Церквою (за аналогом Римо-Католицької Церкви) і феодальним урядом, яким править спадкова монархія. Населення Гвінедда включає як людей, так і деріні, расу людей із притаманними екстрасенсорними та магічними здібностями. Події роману розгортаються на початку дев'ятого століття й починаються через десять років після завершення подій роману «Святий Кембер». Події роману зосереджений на відчайдушних зусиллях Деріні захистити своє майбутнє від наростаючої хвилі людського гніву та дискримінації. Коли здоров’я старіючого короля Сингіла Галдейна починає погіршуватися, невелика група могутніх Деріні намагається врятувати свою расу від смертоносних задумів амбітних дворян Сингіла.

## Сюжет
Події роману «Кембер-єретика» охоплюють приблизно один рік, з січня 917 року до початку січня 918 року. Роман починається з того, як цілитель Деріні Ріс Турін і його дружина Евейн МакРорі Турін намагаються лікувати пораненого колегу, графа Грегорі Еборського. Доглядаючи за ранами Грегорі, Ріс випадково виявляє вроджену здатність блокувати здібності Грегорі Деріні. Приголомшений і вражений своїм відкриттям, Ріс звертається за порадою до свого тестя Кембера МакРорі, легендарного адепта Деріні, який протягом останнього десятиліття проживав під виглядом єпископа Алістера Каллена. Незважаючи на те, що Кембер не менш шокований відкриттям Ріса, він не може надати жодної інформації, і незабаром вони повертаються до Валорет, щоб потурбуватися про короля.
Король Сингіл Голдейн помирає, факт, який глибоко хвилює Кембера та його родину. Хоча сам Синхіл ніколи не подолав своєї недовіри до сил Деріні, він зберігав мир між расами протягом усього свого правління, головним чином завдяки тісній дружбі з людиною, яку він вважає Алістером Калленом. Однак у зв’язку зі швидким наближенням смерті Сініла Кембер розуміє, що амбітні лорди-люди при дворі незабаром зможуть вести відкриту війну з Деріні по всьому королівству. Принц Елрой Голдейн, старший син і спадкоємець Сініла, є хворобливим 12-річним хлопчиком, і Кембер дуже добре знає, що Регентська рада, яка контролюватиме трон під час неповноліття Елроя, не буде добре ставитися до Деріні.
Незважаючи на побоювання щодо власних сил, Сингіл все ж змушений визнати, що деякі з його сил надзвичайно корисні для короля. Відповідно, він просить отця Джорама МакРорі, сина Кембера, допомогти йому в магічному ритуалі, щоб наділити такою силою своїх трьох синів. Наступної ночі Кембер, Джорам, Ріс, Евейн і Джебедія д'Алькара виконують ритуал із Сінілом, віддзеркалюючи той самий ритуал, який надав Синілу його сили чотирнадцять років тому. Ритуал пройшов успішно, але для хворого короля навантаження занадто велике. Невдовзі Сингіл падає й гине, але не раніше, ніж він нарешті дізнається правду про таємну особу Кембера.
Після смерті Сингіла володарі-люди не гають часу, намагаючись отримати владу. На першому засіданні Регентської ради Кембера швидко усунули його колеги-регенти. Окрім цього, майже всі члени-Деріні Королівської ради змушені піти у відставку. Лише архієпископ Джаффрей позбавлений права, оскільки архієпископ Валорет має право служити в раді довічно. Коли Деріні при дворі починають будувати нове життя, Камберська рада обговорює відкриття Ріса. Побоюючись переслідувань, які незабаром почнуться проти Деріні по всьому Гвінедду, Кембер пропонує відчайдушний план, щоб врятувати частину їхнього народу. Блокуючи їхні сили під виглядом релігійного благословення, деякі Деріні можуть уникнути переслідувань, живучи як нормальні люди.
Умови для Деріні продовжують погіршуватися після коронації Алроя як короля. Особистий цілитель принца Джавана Голдейна, лорд Тевіс О'Ніл, зазнає нападу та каліцтва з боку групи деріні за те, що служить принцу-людині. Спроба проникнути до королівського двору закінчується катастрофою, коли граф Девін Макрорі з Кулді, онук Кембера, був убитий, захищаючи братів короля. Міхаеліни, войовничий релігійний орден з багатьма членами-Деріні, зрештою вирішують повністю покинути Гвінедд, і багато інших Деріні тікають із все більш ворожк налаштованого до них королівства. Окрім цього, Тавіс і Джаван починають згадувати подробиці ночі смерті Сингіла, що стимулює їхню цікавість дізнатися всю правду про нічні події. Зрештою, наприкінці жовтня, архієпископ Джаффрей убитий під час повстання проти Деріні.
Курія єпископів збирається у Валореті, щоб обрати наступника Джаффрея. Регенти не приховують, що хочуть, щоб був обраний єпископ Губерт Макінніс, і активно проводять кампанію за його обрання. Тим не менш, багато єпископів відмовляються голосувати за Губерта, і Курія, що опинилася в глухому куті, не може вибрати нового примаса. Зрештою, група єпископів підходить до Кембера і просить прийняти його номінацію. Хоча Кембер спочатку не бажав давати згоди, зрештою погоджується на їхню пропозицію. Після його обрання наступного дня Губерт та інші регенти вибухають гнівом. Вони наказують своїм військам атакувати декілька відомих релігійних будинків Деріні, але Камбер і Джорам не можуть вчасно попередити будинки. Тим часом Тавіс викликає Ріса, щоб він прийшов до Джавана, а потім дає йому наркотики, щоб він прочитав його спогади про смерть Сініла. Роблячи це, Тавіс виявляє, що він також має можливість блокувати сили Деріні.
На Різдво 917 року Кембер, як Алістер Каллен, вступає на престол як архієпископ Валорет і Примас всього Гвінедда. Ріс переконує Тавіса звільнити його і негайно намагається попередити Кембера, що регенти планують напасти на сам собор. Напружене протистояння між єпископами та регентами призводить до кривавого протистояння, коли регенти намагаються заарештувати зібраних священнослужителів. Незважаючи на те, що Кемберу та багатьом його союзникам вдається втекти, Ріс не переживає інцидент і незабаром помирає на руках у Кембера.
Розбивши Деріні, Регенти негайно починають використовувати свою перевагу. Невдовзі Губерта обирають архієпископом, і регенти розпочинають нещадну кампанію придушення Деріні. Швидко приймаються нові закони та релігійні доктрини, які забороняють Деріні займати землю чи посаду та забороняють Деріні бути священиками. Землі дворян Деріні піддаються жорстоким нападам, їхні люди вбиті, а маєтки спалені. Камбера не тільки скасовують у святості, але і ймовірно мертвого лорда Деріні оголошують єретиком. Окрім цього, всі члени сім'ї Камбера оголошені поза законом і засуджені до страти.
Намагаючись втекти в безпечне місце, Евейн приголомшена відчуттям смерті Ріса. У супроводі свого племінника, Анселя МакРорі, вона їде в Трурілль, щоб забрати свого старшого сина. Однак війська регентів першими досягли замку, Евейн і Ансель виявляють сцену варварського руйнування. Замок спалено, і майже всі його мешканці мертві, включаючи сина Евен. Через смерть чоловіка та сина у Евейн почалися передчасні пологи, і незабаром вона народила другу доньку Джерушу. Тим не менш, Евейн і Анселю вдається уникнути переслідування та дістатися безпечного місця.
Незабаром після початку нового року Кембер і Джебедія вирушають на побачення з Евейн, Анселем і Джорамом. Незважаючи на їхні спроби залишатися інкогніто, їх впізнають декілька людей Регентів, які незабаром намагаються схопити пару. Камбер і Джебедія важко поранені в бою, і Джебедія швидко вмирає від отриманих травм. Лежачи на снігу, спливаючи кров’ю, Кембер розмірковує про своє минуле та свої сили, згадуючи небезпечне заклинання, яке може дозволити йому знову уникнути смерті. Ослаблений і вмираючий, він вирішує застосувати останнє заклинання. Пізніше, дивлячись на тіло свого батька, Евейн і Джорам помічають дивну форму його рук і вголос розмірковують, чи може Кембер МакРорі ще залишитися в живих.

## Головні герої
- Кембер МакРорі: покровитель магії Деріні та захисник людства, вважається вбитим у 905 році та канонізованим у 906 році, з 905 року перевтілився в Алістера Каллена.
  - Єпископ Алістер Каллен: єпископ Грекоти, канцлер Гвінедда, лорд-регент Гвінедда, член Камберської ради, публічна ідентичність Кембера МакРорі.
- Батько Джорам МакРорі: священик і лицар Міхаелінів, син Кембера МакРорі, член Камберської ради.
- Лорд Ріс Турін: придворний цілитель, чоловік Евейн МакРорі, член Камберської ради.
- Леді Евен МакРорі Турін: донька Кембера МакРорі, дружина Ріса Туріна, члена Камберської ради.
- Король Синхіл Голдейн: король Гвінедда.
- Принц Алрой Голдейн: принц Гвінедда, старший син і спадкоємець короля Сингіла, старший близнюк принца Джавана.
- Принц Джаван Голдейн: принц Гвінедда, другий син короля Сингіла, молодший близнюк принца Алроя.
- Принц Ріс Майкл Голдейн: принц Гвінедда, молодший син короля Сингіла.
- Лорд Джебедія д'Алькара: великий магістр Міхаелінів і граф-маршал Гвінедда.
- Лорд Тавіс О'Ніл: особистий цілитель принца Джавана.
- Граф Грегорі Макдінан: граф Ебор, член Кемберської ради.
- Архієпископ Джаффрей: Архієпископ Валорета і Примас усього Гвінедда, член Камберійської Ради.
- Ерл Девін МакРорі: граф Кулді, онук Кембера МакРорі, старший брат Анселя МакРорі.
- Лорд Енсел МакРорі: онук Кембера МакРорі, молодший брат Девіна МакРорі.
- Дом Керон Кіневан: колишній габрильський священик і цілитель, засновник Слуг Святого Кембера.
- Єпископ Губерт Макінніс: єпископ-помічник Ремута, лорд-регент Гвінедда, брат Манфреда Макінніса.
- Граф Таммарон Фіц-Артур: Лорд-регент Гвінедда.
- Граф Мердок: граф Картан і лорд-регент Гвінедда.
- Барон Манфред Макінніс: барон Марлорський, брат Губерта Макінніса.
- Барон Рун фон Горті: барон Горті та лорд-регент Гвінедда.

## Нагороди та номінації
У 1982 році «Кембер-єретик» посів 6 місце в щорічному опитуванні читачів журналу «Локус» серед фантастичних романів, помістивши його між «Полоненим» Роберта Столмана та «Застава» Ф. Пола Вілсона. Перемогу в опитуванні здобула книга Джина Вулфа «Книга нового Сонця». На той час це був найвищий рейтинг для роману Деріні в щорічному опитуванні, хоча «Правосуддя Короля» Курца згодом посіла шосте місце в опитуванні 1986 року.
На Fool*Con V, з’їзді наукової фантастики та фентезі, що відбувся в Канзас-Сіті у квітні 1982 року, шанувальники обрали Єретика Кембера переможцем омріяної премії Балрога за фантастичні романи. Іншими фіналістами нагороди були «Острів кентаврів» Пірса Ентоні, «Куджо» Стівена Кінга, «Застава» Ф. Пола Вілсона та «Маленький, великий» Джона Кровлі.